# Крустыни
Кру́стыни (латыш. Krustiņi); ранее Се́ните (латыш. Sēnīte) — населённый пункт (село) в Инчукалнском крае Латвии. Входит в состав Инчукалнской волости. По данным на 2006 год, в населённом пункте проживало 372 человека.
Крустыни расположились на левом берегу реки Гауя на перекрестке дорог A2 и A3 в 4 км от волостного центра Инчукалнс. В селе расположен центр отдыха «Рамкалны» и архитектурный памятник — здание бывшего ресторана «Sēnīte» (в переводе — «Грибок»), по названию которого именовался и населённый пункт.